# Sillano Giuncugnano
Sillano Giuncugnano település Olaszországban, Toszkána régióban, Lucca megyében. Lakosainak száma 991 fő (2023. január 1.). Sillano Giuncugnano Ventasso, Villa Minozzo, Villa Collemandina, San Romano in Garfagnana, Piazza al Serchio, Minucciano és Casola in Lunigiana községekkel határos.

## Népesség
A település lakossága az elmúlt években az alábbi módon változott:
| Lakosok száma | 1075 | 1064 | 991  |
|               | 2017 | 2018 | 2023 |